# Jacquiniella teretifolia
Jacquiniella teretifolia är en orkidéart som först beskrevs av Olof Swartz, och fick sitt nu gällande namn av Nathaniel Lord Britton och Percy Wilson. Jacquiniella teretifolia ingår i släktet Jacquiniella och familjen orkidéer. Inga underarter finns listade i Catalogue of Life.